# Transamerica
Ne doit pas être confondu avec Transamerica Express, Transamerica Pyramid ou Transamerica Corporation.
Pour plus de détails, voir Fiche technique et Distribution.
Transamerica est un film américain réalisé par Duncan Tucker (en), sorti en 2005.

## Synopsis
Bree (Felicity Huffman), une femme transgenre nommée Stanley Schupak à l'état civil, doit être opérée pour une vaginoplastie ; dernière opération de sa transition. Une semaine avant, elle reçoit un coup de téléphone d'un adolescent de 17 ans, Toby Wilkins, qui prétend être son fils et avoir besoin d'aide car il est détenu dans un poste de police de New York.
Sur l'ordre de sa thérapeute, Bree fait le voyage de Los Angeles à New York pour faire libérer Toby et se confronter à son passé d'homme. Face à son fils, elle se fait passer pour une missionnaire chrétienne lui venant en aide. Il se révèle vivre de la prostitution et prendre de la drogue. Bree décide de le ramener auprès de son beau-père dans le Kentucky, avant de se rendre compte que Toby n'y a plus vraiment d'attaches.  Elle le conduit alors jusqu'en Californie où il souhaite tenter sa chance dans le cinéma, au risque néanmoins de perdre les économies qu'elle a durement amassées pour financer son opération.

## Fiche technique
- Titre : Transamerica
- Réalisation : Duncan Tucker (en)
- Production : Rene Bastian, Sebastian Dungan (en), William H. Macy et Linda Moran
- Scénario : Duncan Tucker
- Sociétés de production : Belladonna Productions
- Sociétés de distribution : The Weinstein Company (États-Unis), Pathé Distribution (Royaume-Uni), Bac Films (France), ContentFilm International (Royaume-Uni)
- Genre : Comédie dramatique, Film d'aventure
- Durée : 103 minutes
- Sortie :
  -  États-Unis : 23 décembre 2005
  -  France : 26 avril 2006

## Distribution
- Felicity Huffman (VQ : Anne Caron) : Sabrina « Bree » Osborne
- Kevin Zegers (VQ : Hugolin Chevrette) : Toby, son fils
- Elizabeth Peña (VQ : Linda Roy) : Margaret, la thérapeute
- Graham Greene (VQ : Guy Nadon) : Calvin Many Goats, éleveur de chevaux
- Venida Evans (VQ : Mireille Thibault) : Arletty
- Fionnula Flanagan (VQ : Élizabeth Lesieur) : Elizabeth, la mère
- Burt Young : Murray, le père
- Carrie Preston (VQ : Pascale Montreuil) : Sydney, la sœur
- Grant Monohon : l'auto-stoppeur
- Teala Dunn : petite fille

 Source et légende : version québécoise (VQ) sur Doublage.qc.ca

## Récompenses
- Meilleure actrice (Felicity Huffman) et meilleur premier scénario (Duncan Tucker) aux Independent Spirit Awards
- Jury des lecteurs du Siegessäule au Festival de Berlin
- Meilleur scénario au Festival du cinéma américain de Deauville
- Golden Globe de la meilleure actrice (Felicity Huffman)
- Nomination à l'Oscar de la meilleure actrice
- Révélation masculine au Festival de Cannes (Trophée Chopard)